# 一本の樹 (フォーリーブスのアルバム)
『一本の樹』（いっぽんのき）は、1976年11月21日に発売された、フォーリーブスの5枚目のアルバムである。

## 概要
- オーダーメイドファクトリーにてオリジナルアルバム「若者」と合わせて1枚に収まった両A面アルバムとしてCD化。
- 1978年8月31日を以って解散を迎えることとなった、よってジャニーズ事務所時代 最後のオリジナルアルバムとなった。

## 収録曲

### A面
1. 一本の樹 〜ありがとう大地〜 [4:42]
作詞：山口洋子、北公次/作曲・編曲：宇野誠一郎、作品コード:007-5020-4
2. そして今 - 江木敏夫 [4:11]
作詞：山口洋子/作曲：佐瀬寿一/編曲：高田弘
3. ことばの履歴書 [3:29]
作詞：山口洋子/作曲：佐瀬寿一/編曲：高田弘
4. いちばん星 - 北公次 [3:00]
作詞：山口洋子/作曲：佐瀬寿一/編曲：高田弘
5. 翔べ [3:12]
作詞：山口洋子、北公次/作曲：佐瀬寿一/編曲：高田弘

### B面
1. 航海 [3:21]
作詞：柴野未知/作曲・編曲：東海林修
2. 耳を傾けて [3:55]
作曲：青山孝/編曲：東海林修
3. 一本の樹 〜ありがとう太陽〜 [3:55]
作詞：山口洋子、北公次/作曲・編曲：宇野誠一郎、作品コード:007-5021-2
4. プレゼント・メドレー [10:21]
  1. 壁のむこうに
  2. 涙のオルフェ
  3. オリビアの調べ
  4. あしたが生まれる
  5. 夏の誘惑
  6. 地球はひとつ
  7. 夏のふれあい
  8. 愛と死
  9. 急げ!若者
  10. 踊り子
  11. 君にこの歌を

編曲：東海林修

### 若者+一本の樹
1. 夜のあいつたち
2. 不安の朝
3. 自分ぎらい
4. 恋のランナー
5. 手さぐりの時代
6. 急げ!若者
7. 君はふるさと
8. この街をはなれて
9. 星空の恋人
10. 悲しみのページ
11. SHE （彼女）
12. さらば故郷 （ふるさと） の街
13. 一本の樹 〜ありがとう大地〜
14. そして今
15. ことばの履歴書
16. いちばん星
17. 翔べ
18. 航海
19. 耳を傾けて
20. 一本の樹 〜ありがとう太陽〜
21. プレゼント・メドレー